# Louis Brives
Pour les articles homonymes, voir Brives.
Louis Brives, né le 24 juillet 1912 à Assier (Lot) et mort le 9 mars 2006 à Toulouse (Haute-Garonne), est un homme politique français.

## Biographie
Fils d'un notaire, il s'installe comme agriculteur à Algans, dans le Tarn après la Seconde Guerre mondiale. Engagé dans le syndicalisme agricole, il commence sa carrière politique en 1946, au niveau local : élu conseiller municipal de Cuq-Toulza, il devient le maire de la commune en 1965. Conseiller général en 1961, il accède au bureau du Parti républicain radical et radical socialiste de novembre 1966 à 1968 puis au comité directeur de ce parti en décembre 1970. Il est le candidat de la Fédération de la gauche démocrate et socialiste aux mars 1967 et de de juin 1968 dans la deuxième circonscription du Tarn : il échoue les deux fois face à Jacques Limouzy.
Il est élu au Sénat le 22 septembre 1968 sur la liste d'Union républicaine et socialiste de défense ouvrière. Il conserve son siège en 1977, après avoir été élu au premier tour sur la liste d'Union de la gauche socialiste et démocrate. En 1986, il se présente sous l'étiquette Union démocratique et de progrès pour la défense des intérêts des collectivités locales et de tous les Tarnais, bénéficiant du soutien des grands électeurs du centre et de la droite tarnais après sa rupture avec le Mouvement des radicaux de gauche : sa victoire entraîne la défaite du socialiste Jacques Durand.
Louis Brives siège au Conseil régional de Midi-Pyrénées de 1973 à 1986 et préside le Conseil général du Tarn de 1976 à 1982, assemblée dont il a été membre à partir de 1961.

## Détail des fonctions et des mandats
Mandats locaux
- 1965 - 1971 : Maire de Cuq-Toulza
- 1971 - 1977 : Maire de Cuq-Toulza
- 1977 - 1983 : Maire de Cuq-Toulza
- 1983 - 1989 : Maire de Cuq-Toulza
- 1989 - 1995 : Maire de Cuq-Toulza
- 4 juin 1961 - 1967 : Conseiller général du canton de Cuq-Toulza
- 1967 - 1973 : Conseiller général du canton de Cuq-Toulza
- 1973 - 1979 : Conseiller général du canton de Cuq-Toulza
- 1979 - 1985 : Conseiller général du canton de Cuq-Toulza
- 1985 - 1992 : Conseiller général du canton de Cuq-Toulza
- 1992 - 1998 : Conseiller général du canton de Cuq-Toulza

Mandat parlementaire
- 22 septembre 1968 - 1er octobre 1995 : Sénateur du Tarn